# Portvendres
Portvendres ([puɾ'βenrəs], estàndard [pɔɾ'βendɾəs], oficialment en francès Port-Vendres) és una vila, cap de la comuna del mateix nom, de 4.214 habitants, de la comarca del Rosselló a la Catalunya del Nord.
És una vila turística situada a la Costa Vermella, alhora és el port d'aigües profundes més important de la zona. En altres temps va ser el principal punt d'embarcament cap a Algèria. La dita diu A Portvendres, piquen pebre, a Argelers, piquen sal; l'alegria de les dones és sota del davantal.

## Etimologia
La grafia coneguda més antiga data del segle I i es indicada com Port Veneris, que es creu que, o bé era un port de quarantena; o bé que significava "Port de Venus" (vegeu "veneris").
Durant la revolució francesa, la vila va ser rebatejada amb el nom de Port la Victòria (Port-la-Victoire).

## Geografia

### Localització i característiques generals del terme
El terme comunal de Portvendres, de 147.700 hectàrees d'extensió, queda encaixat entre els terme des Cotlliure, al qual pertanyia, Banyuls de la Marenda i la mar Mediterrània. És el poble central de la Costa Vermella, a prop de l'extrem sud-oriental de la comarca del Rosselló. Com els seus termes veïns, és un territori molt abrupte, trencat, ja que és la cua de la Serra de l'Albera en el seu contacte amb el mar.
Fins al 1823 formava part del terme comunal de Cotlliure, i fins a mitjan segle xx el seu territori comunal s'estenia poc més enllà de la vila mateixa, arribant pel sud-est al Cap de Biarra. En aquestes dates li fou afegida, a més, la vall de Cosprons, fins aleshores del terme de Banyuls de la Marenda. Es tracta de la vall que es forma en els vessants orientals del Pic de Tallaferro; es tracta d'una vall molt tancada.
Tot el terme de Portvendres és molt erm, amb incendis esdevinguts cíclicament tot sovint (els darrers, els anys 1972, 1976, 1978, 1984...).
Termes municipals limítrofs:
|           | La mar Mediterrània   |                     |
| Cotlliure |                       | La mar Mediterrània |
|           | Banyuls de la Marenda |                     |

### La vila de Portvendres
La vila està situada a l'extrem nord-oest del terme, a prop de la vila de Cotlliure. El nucli més antic de Portvendres, nascut sobretot al segle xviii, és el sector al voltant del Port Vell, sota el promotori del Fanal. La plaça de la Ferradura n'és el centre. S'hi troba l'obelisc de marbre rosa de 27 metres d'altura dedicat el 1781 a Lluís XVI. Al voltant d'aquesta plaça hi ha els edificis més notables de la vila: l'església parroquial de la Mare de Déu de la Bonanova, la Casa del Comú, el Museu de Portvendres, el monuments als morts francesos en guerra, etc. En una casa particular, convent de les Germanes Filles de Jesús, es troba la capella de La Immaculada de Portvendres.
A migdia s'obre el port nou, del 1831, amb la dàrsena de Castellane i la plaça dedicada al mateix militar. Al seu entorn s'articula la vila construïda a partir del segle xix. En aquest sector hi ha també els complexos esportius i la Casa o Castell Parés. El nucli primigeni s'eixamplà aviat amb els barris de Bellavista, l'Avenir i la Moresca,
En èpoques més modernes, Portvendres ha crescut sobretot gràcies a les urbanitzacions, com les de la Citra, Coma Sadolla, la Miranda, la Península, els Tamarius, el Xalet, Casa o Castell Parés, el Mas d'en Rovira, etc. El cementiri actual fou construït al sud del nucli urbà, al sector de la Gara.

### Cosprons
El llogaret de Cosprons, esmentat ja el 1197 (honor de Collis Profundis) i el 1321 (Cols Prohons), és un llogaret on tradicionalment vivien pescadors i vinyataires. Se situa a la vall de Cosprons, gairebé al centre exacte del terme comunal. És a prop al nord-oest del poble de Banyuls de la Marenda, al terme al qual pertanyia fins entrat el segle xx.

### Polilles
Polilles, escrit durant molt de temps Paulilles, forma etimològica o per influència francesa, és un poblet d'origen industrial. Està situat en el sector sud-est del terme, a prop al nord-est de Cosprons, a prop de la desembocadura del Rec de Cosprons. El 1885 s'hi instal·là la fàbrica d'explosius per a usos civils de la Societat Nobel Bozel. La fàbrica va tancar el 1984, i Polilles s'ha transformat per a rebre el turisme, amb un endegament públic.

### Les fortificacions militars: bateries, fortins i casernes
- Al nord de la vila, al Cap Gros hi ha una petita xarxa d'emplaçaments d'artilleria, culminada, al nord-est, per la Bateria de la Moresca.

- A l'oest de la vila hi ha diversos emplaçaments d'artilleria i destaca el Reducte, Fort o Fortí del Fanal. Altres han desapareguts amb el temps.

- A l'est de la vila, ran del mateix port de Portvendres, pel seu costat oriental, el troba la Bateria o Fortí de ''Mailly'', i el Fortí, o Reducte, de Biarra.El Cap de Biarra i una de les seves bateries d'artilleria

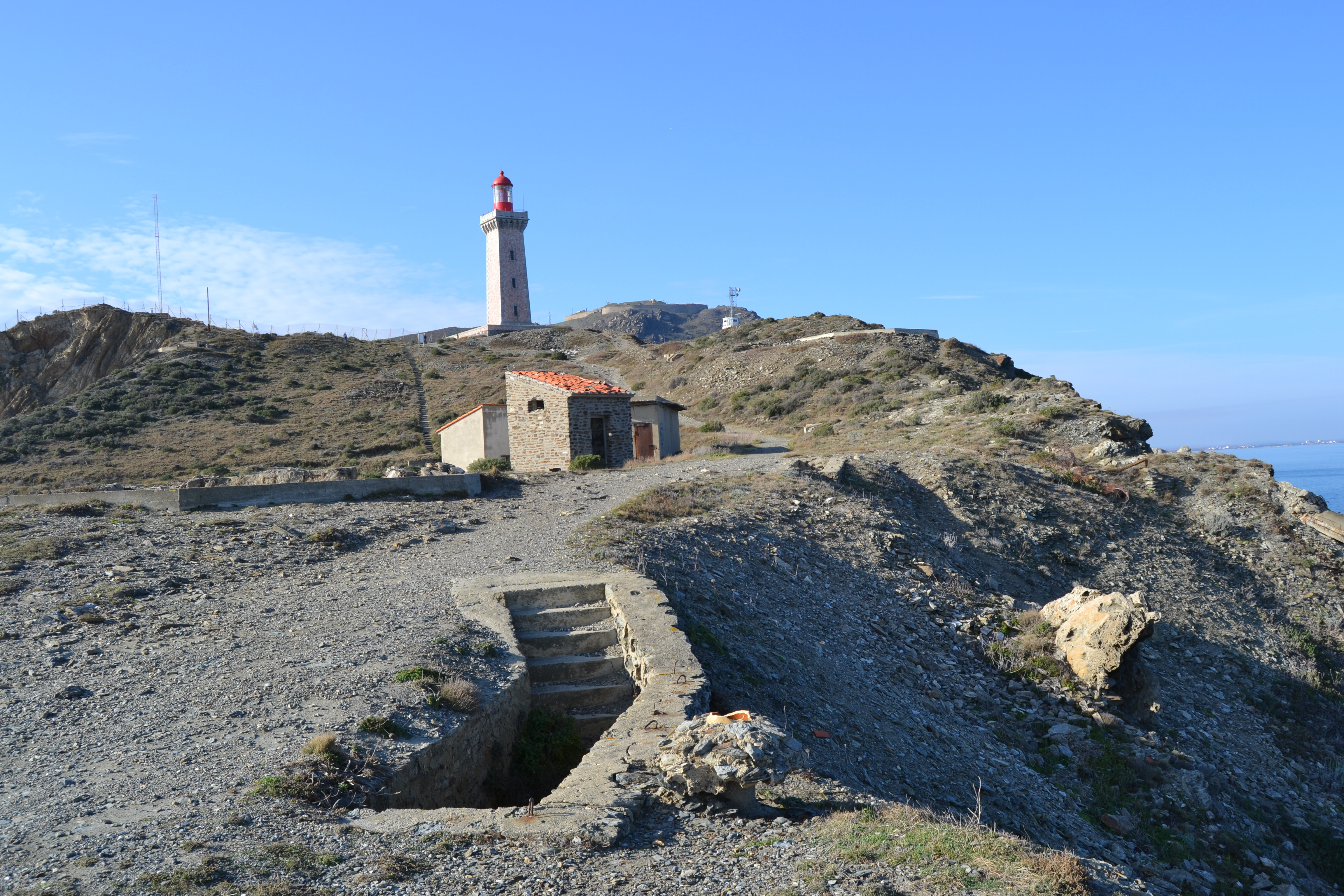
El Cap de Biarra i una de les seves bateries d'artilleria

- Al Cap de Biarra es troben diversos emplaçaments de bateries d'artilleria i del Fort de Biarra, a més d'un far i d'un semàfor de la Marina francesa.
- Al Cap d'Ullastrell hi ha almenys cinc emplaçaments de bateries d'artilleria, a més d'un fortí.

- Al Pic de Tallaferro, o de Madaloc als vessants de Portvendres d'aquesta muntanya es troben diverses fortificacions militars: les Casernes de Tallaferro (la Bateria de Tallaferro és en terme de Cotlliure), les Casernes, o Casernes del Centre, les Casernes dels 500, o Casernes de l'Esquerra i la Bateria dels 500.

- Al sud-oest de Cosprons, a la Serra del Trapador, enfilada a la carena de la serra es troba la Bateria de la Gallina.

- Al sud del terme, als entorns del Puig dels Gascons, entre aquest puig i el Coll dels Gascons es conserven vestigis de la Bateria Nord dels Gascons. La Bateria Sud dels Gascons és dins del terme veí de Banyuls de la Marenda.

### Els masos del terme
Els masos habitats del terme de Portvendres són la Beneta, Can Mallol, Can Boixeda, o Mas d'en Boixeda, Can Pi, els Casots de Biarra, els Casots de la Granja, els Casots de Polilles, Castell Parès, el Corral d'en Pi, la Guinea, o Can Mallol, dos masos sense nom, el Mas de l'Oli (de fet, en terme de Cotlliure), el Mas d'en França, el Mas d'en Martí, el Mas d'en Rovira, el Mas Iglésies (també dins del terme de Cotlliure), el Mas Pams, abans Mas Escobeiró, el Romaní i les Tines de Llagostera. Alguns són noms antics, ja en desús: el Casot d'en Nomdedéu, el Casot d'en Pi, el Casot d'en Vilarem, el Cortal d'en Boixeda, el Mas d'en Bernadí, el Mas d'en Remei, la Tina d'Andreu Pi i la Tina d'en Pi, i d'altres són en ruïnes, com el Mas de l'Esperit, el Mas d'en Bessó, el Mas d'en Julià, el Mas d'en Pi i el Mas Rocaries. La Teuleria d'en Bernadí és desapareguda.

### Els cursos d'aigua
El Rec de Cosprons és el corrent d'aigua més important del terme de Portvendres. És el que articula tota la vall de Cosprons, la principal vall de Portvendres. La resta de corrents d'aigua, tots ells a mercè de la pluja, són còrrecs. Així, trobem el Còrrec de Calells, el de Can Mateu, el de Coll Perdiguer, el de Coma Sadolla, el de la Barraca Tapada, el de la Cova, el de la Creu Blanca, el de la Foguerada, el de la Font, el de la Font de l'Alzina, el de la Font del Cristall, el de la Font del Falgueràs, el de la Font dels Degotius, el de la Font del Vern, el de la Font d'en Rossinyol, el de la Font Rovellada, el de la Granja, el de la Guinea, el de l'Alzina Peluda, el de l'Alzina Rodona, el de la Riamira, el de la Vinya Gran del Pi, el del Bac de Vall de Pintes, el del Camp Llarg, abans Còrrec del Solà, el del Cap de Biarra, el del Castellet, el del Clot d'en Llorenç, el del Coll Perdiguer, el del Coll de les Portes, el del Coll de Molló (n'hi ha dos, amb aquest nom), el del Corral del Pi, el de l'Era de la Torre, el de les Cabanes, o de Polilles, el de les Carboneres, el de l'Espeluga, el de l'Esperit, el de les Ullastredes, el del Forat, el del Fornàs, el de Llagostera, el del Pedreguer de la Vaca, el del Puig de la Granjam o de les Ginestes, el del Romaní, el del Romaniguer, el dels Alemanys, el del Solà del Bessó, el del Solanet, el del Trapador, rl de Mala Cara, el de Polilles, el de Puig Girau, el de Santa Caterina, el de Valentí, el de Vall de Pintes, el d'Oliva de Rama, el Petit de la Vinya Gran d'en Pi i els Còrrecs del Bac de Mala Cara. Alguns són ja noms desapareguts, només conservats en la memòria dels més grans, com el Còrrec de Can Rafelet, el de la Font del Gravor i el de Valentines.
En aquest terme també hi ha un nombre considerable de fonts: Font de les Carboneres, Font del Falgueràs, o dels Caçaires, Font del Grèvol, Font dels Soldats, Font del Vern i Font de Sant Andreu.

### El relleu
El relleu de Portvendres és molt accidentat i abrupte. Deixant a part la geografia marina, tractada en un altre apartat, el terme de Portvendres presenta tres obagues, o bacs: el dels Alemanys, el de Mala Cara i el de Vall de Pintes; un mirador, el Balcó de Madaloc; diverses Collades o colls: Coll de les Portes, de Llagostera, o de Calells, del Mig, dels Gascons, de Mala Cara, de Molló, Perdiguer, de Pere Carnera a 75,8 m i de Tallaferro (alguns són comuns amb els termes veïns, de Banyuls de la Marenda o de Cotlliure; planes: Pla del Barder i Pla de Portvendres; puigs o altres elevacions: la Miranda, o Puig de la Miranda, Puig de Biarra, Puig de la Granja, Puig de les Cabreres, Puig de les Daines, Puig de les Elmes, Puig de les Rodoleres, Puig dels Gascons, Puig del Verderol, Puig de Madaloc, o de Tallaferro i Puig Girau; serres: Serra d'Armen, del Coll de Molló, de l'Era de la Torre, del Mas Ventós, dels Alarbs, del Trapador, de Madaloc, de Mala Cara, de Tallaferro i Serrat de la Vaca, i solans, com el Solà de Biarra i el dels Alemanys.

### La costa
A Portvendres, la costa és especialment retallada i abrupta. Comença al nord-oest del terme a la platja de l'Oli, que comparteix amb Cotlliure; després d'unes roques es troba la platja d'en Baus, que a continuació cap a llevant té el massís rocós del Cap Gros. En aquesta zona hi ha nombroses restes de la instal·lació de bateries d'artilleria durant l'ocupació alemanya de la Segona Guerra Mundial. Tot seguit, sempre cap a llevant, es troba l'Ansa de la Moresca i de seguida el promontori on es troba el Fort del Fanal, límit nord del port de la vila de Portvendres. A l'altra banda del port es dreça el massís del Cap de Biarra, que conté diverses antigues instal·lacions militars, entre les quals destaca el Fort Biarra, a més del Far. La costa després del Cap de Biarra emprèn la direcció sud-oest, girant quasi 270 graus, i, superat el cap, passada la platja i port de Valentí, s'obre cap al sud-est en tres espais planers: la Platja de Bernardí, la Badia o Ansa de Polilles i la Platja del Forat. A continuació es troba el Cap d'Ullastrell, altre cop farcit d'antigues instal·lacions militars, que sobresurt cap al nord-eest. En aquest cap la costa torna a agafar la direcció sud, i aviat arriba al termenal entre Portvendres i Banyuls de la Marenda.
Els indrets destacats de la costa de Portvendres són, d'occident a orient, la Platja de l'Oli, la Carranca del Matxo (senyal mariner), la Punta d'en Raja Magre, la Punta del Cementiri, la Platja d'en Baus, el Cap Gros, la Punta de l'Orada, les Seques de l'Orada (escull), la Punta de la Moresca, la Seca (escull), la Platja de la Moresca, la Punta del Genovès, la Seca del Piló, o dels Pilots (escull), la Carranca del Fanal Petit (senyal mariner), l'Ansa Gerbal, el Fanal Petit, el Fanalet (els dos darrers, senyals mariners), l'Ansa dels Tamarius, la Punta del Sagar, l'Ansa Cristina, la Punta de la Mare de Déu, el Foc del Moll, la Gitada, els Blocs (escull), l'Ansa de l'Espeluga, la Punta del ''Pytheas'', la Font de l'Emili (senyal mariner), el Port d'en José, la Mota, o Roca de la Mota, el Trapador, o Roca del Trapador, la Cardenalana (els tres darrers, alt fons), el Salt d'en Bazaine, la Roca Blanca, les Almes d'Alt de Biarra, Aigua Dolça, l'Aquàrium, el Rec del Cony (els sis darrers, senyals mariners), la Pedra (escull), el Cap de Biarra, el Freu de Biarra, la Cova de Biarra, la Cova dels Uixols, els Casots de Biarra (els tres darrers, senyals mariners), Santa Caterina, el Rovellat, Renyacans (els dos darrers, senyals mariners), la Punta d'en Botifarra, la Platja d'en Valentí, la Punta del Gravat, la Llosa (alt fons), la Platja de Bernadí, la Gravada, o Punta de Polilles, la Platja de Polilles, la Platja del Forat, els Casots de Polilles, la Ferradura, la Barbotera (els tres darrers, senyals mariners), la Punta d'Ullastrell, els Porcells, les Truges (els dos darrers, esculls), la Punta del Mal Cagar, la Platja d'Ullastrell, el Cap d'Ullastrell, l'Escull d'Ullastrell, el Trallo de la Faluga (els dos darrers, esculls), el Gran Bassam i els Remolinats d'en Pistolina (els dos darrers, senyals mariners).

### El terme comunal
Els indrets i partides del terme comunal que no estan incloses en els apartats anteriors (o si hi són esmentats, en aquest apartat designen partides) són l'Ala de Corb, l'Aparell, la Bateria de la Gallina, la Bateria dels 500, les Cabreres, Calells, Camí del Coll del Mig, el Camp Llarg, Can Mallol, Can Mateu, Can Pi, el Casot de les Bruixes, la Cavalleria, la Creu Blanca, la Foguerada, o la Foradada, la Font de l'Emili, el Fornàs, el Forat, la Guinea, el Mas de l'Esperit, el Mas de l'Oli, el Mas d'en França, el Mas d'en Julià, el Mas d'en Rovira, Oliva de Rama, Pera Pintada, el Pont de l'Amor, el Rec d'Aiguadolç, o de l'Aigua Dolça, el Romaní, els Tamarius i la Torre de Madaloc.

## Comunicacions

### Vies de comunicació antigues
A l'època medieval hi havia a Portvendres una via que comunicava el Rosselló amb l'Empordà pel Coll de Banyuls. Entrava a Portvendres per la Creu Blanca, baixava al port, després remuntava cap al Coll del Perdiguer, baixava a Cosprons, i per sota del Puig del Mas pujava cap al Coll de Banyuls.

### Carreteres
Travessen el terme de Cotlliure tres carreteres, dues de les quals, la D - 114 i la D - 914, són dos traçats diferents de la mateixa carretera.
La D - 114 (ara, D - 914, a Argelers de la Marenda - D - 914, a Portvendres), és l'antic traçat que correspon a l'actual D - 914 entre Argelers de la Marenda, Cotlliure i Portvendres).
La D - 914 (D - 900 a Perpinyà, a les Arcades - Coll dels Belitres, a Cervera de la Marenda), que té format d'autovia entre Perpinyà i Cotlliure. Portvendres dista 2 quilòmetres de Cotlliure, 7 quilòmetres de Banyuls de la Marenda, 16 de Cervera de la Marenda, 9 d'Argelers de la Marenda i 30 de Perpinyà.
Finalment, la D - 86 (D - 914, a Cotlliure - Banyuls de la Marenda), que és una carretera de muntanya amb un traçat molt sinuós que relliga Cotlliure amb Banyuls de la Marenda per l'interior, passant per diversos colls de muntanya, però sense travessar cap poble.

### Ferrocarril
Portvendres té estació de ferrocarril, dins de la línia de Narbona a Portbou.

### Transport col·lectiu públic
La línia 400 del servei de Le bus à 1 € fa el recorregut de Perpinyà a Cervera de la Marenda, passant per Elna, Argelers de la Marenda, Cotlliure, Portvendres, Banyuls de la Marenda i Cervera de la Marenda. Des de Cotlliure hi ha 55 minuts fins a Perpinyà, tres quarts d'hora fins a Elna, mitja hora fins a Argelers Platja (no tots els cotxes hi passen), 25 minuts fins a Argelers de la Marenda, 10 minuts a Cotlliure, 5 minuts a Banyuls de la Marenda i 45 minuts a Cervera de la Marenda. Hi ha fins a 12 serveis diaris, però ofereixen diferents variants d'itinerari: pas, o no, per Argelers Platja, final de trajecte a Portvendres, Banyuls o Cervera, etcètera. Circula de dilluns a dissabte, però el diumenge manté un servei fins a Banyuls de la Marenda, al matí a dos quarts de 9, i un de retorn cap a Perpinyà poc després de les 5 de la tarda. A Argelers enllaça amb les línies 412 i 413.

### Els camins del terme
El terme de Portvendres, pel seu caràcter d'abrupte i trencat, té pocs camins, i gairebé tots interiors. D'una banda hi ha les rutes que relliguen Portvendres amb els pobles veïns; es tracta de la Ruta de Banyuls i la Ruta de Cotlliure, així com de l'arrencada de la Ruta Nova, únicament. Dues rutes més són interiors del terme: la Ruta de Cosprons i la de les Crestes. La resta de camins són l'anomenat Balcó de Madaloc, a més del Camí de Consolació (de fet, són dos amb el mateix nom), el del Cap de Biarra, el del Fort de Biarra, el dels Alemanys, el del Solà de Biarra, el de Polilles des de Banyuls, el de Portvendres a Polilles, el de Vallbona, a més de dues pistes sense nom. A part, el Camí de Ferro, nom donat a la via del ferrocarril.

## Activitat econòmica
Molt poca part del terme de Portvendres, a causa del seu caràcter abrupte i muntanyós, es dedica a l'agricultura, quasi tota dedicada a la vinya, pràcticament tota dins de la denominació d'origen dels vins de Banyuls. Un grup cooperatiu local i la firma Dubonnet-Cinzano-Byrrh en són quasi els únics comercialitzadors.
El port fou des de mitjan segle xix la principal base econòmica de la vila. Es dedicà sobretot al comerç amb Algèria, conquerida per França el 1830, a causa de ser el port més proper a la costa africana. El port modern fou acabat el 1847, i el 1867 hi arribà la via fèrria. Això feu que existís línies marítimes de Portvendres a Orà, Alger, Casablanca i de cabotatge amb ports catalans, murcians i andalusos. La independència d'Algèria, 1962, fou un cop molt fort per a l'economia del port de Portvendres, que perdé molts viatgers i una part important del comerç marítim.
Aquesta crisi ha estat mínimament pal·liada per l'auge de la pesca, gestionada per la Cambra de Comerç i d'Indústria de Perpinyà, que n'ha modernitzat les instal·lacions. La pesca dona al voltant de 300 llocs de treball. A més, una part del port ha estat destinada a port esportiu, amb la qual cosa ha guanyat paper en el sector turístic.
El turisme és el sector actualment més en desenvolupament. S'hi ha obert diversos càmpings, més de deu hotels, una colònia de vacances, habitatges residencials (a la Moresca), restaurants, etc.

## Història

### Prehistòria
Portvendres ha existit des de l'edat de ferro, quan era utilitzada com un port connectat amb el poblat ibèric d'Illiberis (l'actual Elna).

### Història Antiga
Al segle i de la nostra era el geògraf romà Pomponi Mela esmenta Portus Veneris (el Port de Venus). Sens dubte té relació amb l'Aphrodisium, o temple de la Venus de Pirene, que esmenten Estrabó, Plini i Ptolemeu. Probablement hi havia un temple de Venus per a donar bona sort als mariners. Aquest temple, segons les prospeccions arqueològiques del segle xix, podria haver estat al nord-est de la vila, a la zona delimitada per la Miranda, el Fanal i l'Ansa Gerbal. No ha estat encara del tot verificat, però unes estructures en negatiu de 10 per 4 metres excavades a la roca d'esquist del lloc podrien haver acollit la base del temple. Era al peu del Fanal, i el lloc es troba a uns 5 metres per damunt del nivell del mar. El seu angle nord-est estava reblert de restes de tegulae romanes.
D'altra banda, a la Moresca, no gaire lluny, més al nord-oest, i a la Miranda, a prop també i a ponent, es van trobar nombroses restes ceràmiques d'època romana. Tanmateix, l'ocupació militar del territori al llarg de molts segles ha, molt possiblement, desfigurat el sòl de manera que els estrats hi estan molt barrejats.
A l'extrem de llevant del terme, a Polilles, hi ha també restes romanes abundants, que fan pensar en una ocupació d'aquella època. També hi van ser trobats ploms de pesca d'època romana.
A la zona de muntanya, cal destacar les excavacions fetes al lloc dit lo Cementeri es va trobar una roca d'esquist amb una inscripció romana que, tanmateix, s'ha posat en dubte que sigui autènticament antiga. En una costa abrupta del Coll de Molló, en el vessant de Portvendres, es va trobar una altra roca amb inscripcions que, malauradament, va desaparèixer del lloc on havia estat trobada. En el vessant meridional del mateix coll havien estat trobades les restes d'un castrum medieval, segurament una granja dels segles xiii i xiv.

### Història Medieval
Durant l'edat mitjana, Portvendres va ser ampliat pels governants de Regne de Mallorca i va servir com un punt clau en la connexió entre la part continental i les Illes Balears. Cal afegir que en aquell moment es considerava Portvendres com una cala o port natural que formava part del port de Cotlliure. Els esments del port en aquells temps són encara en llatí, Portus Veneris el 1272, per passar a ser en català el 1292 (Port Venres) i el 1415 (Port Vendres). En aquesta darrera data es troba encara, també, la denominació Port Venres de Cobliure.
Jaume I, el Conqueridor fou qui tingué una cura especial del port de Portvendres: en el seu testament, del 1272, disposava que el seu fill, l'infant Jaume, administrador del Rosselló, i els seus successors destinessin 5.000 sous de les rendes de Cotlliure a restaurar i millorar Portvendres, i, quan s'acabés aquesta millora, s'apliqués la mateixa quantitat al Port d'Avall de Cotlliure i, quan s'hagués acabat aquesta segona millora, es dediqués aquesta quantitat a la millora constant dels dos ports.

### Història Moderna
Posteriorment va passar a mans franceses igualment com la resta del Rosselló el 1659, com a resultat del Tractat dels Pirineus. Aleshores, el port de Portvendres amb prou feines tenia cases establertes a la rodalia.
Vauban va mostrar interès a protegir el port amb fortificacions, com havia fet a Cotlliure, però els seus plans no es van dur a terme mai del tot, tot i que va fer obres per a fortificar el port entre 1673 i 1700, construint tres reductes i fortaleses.

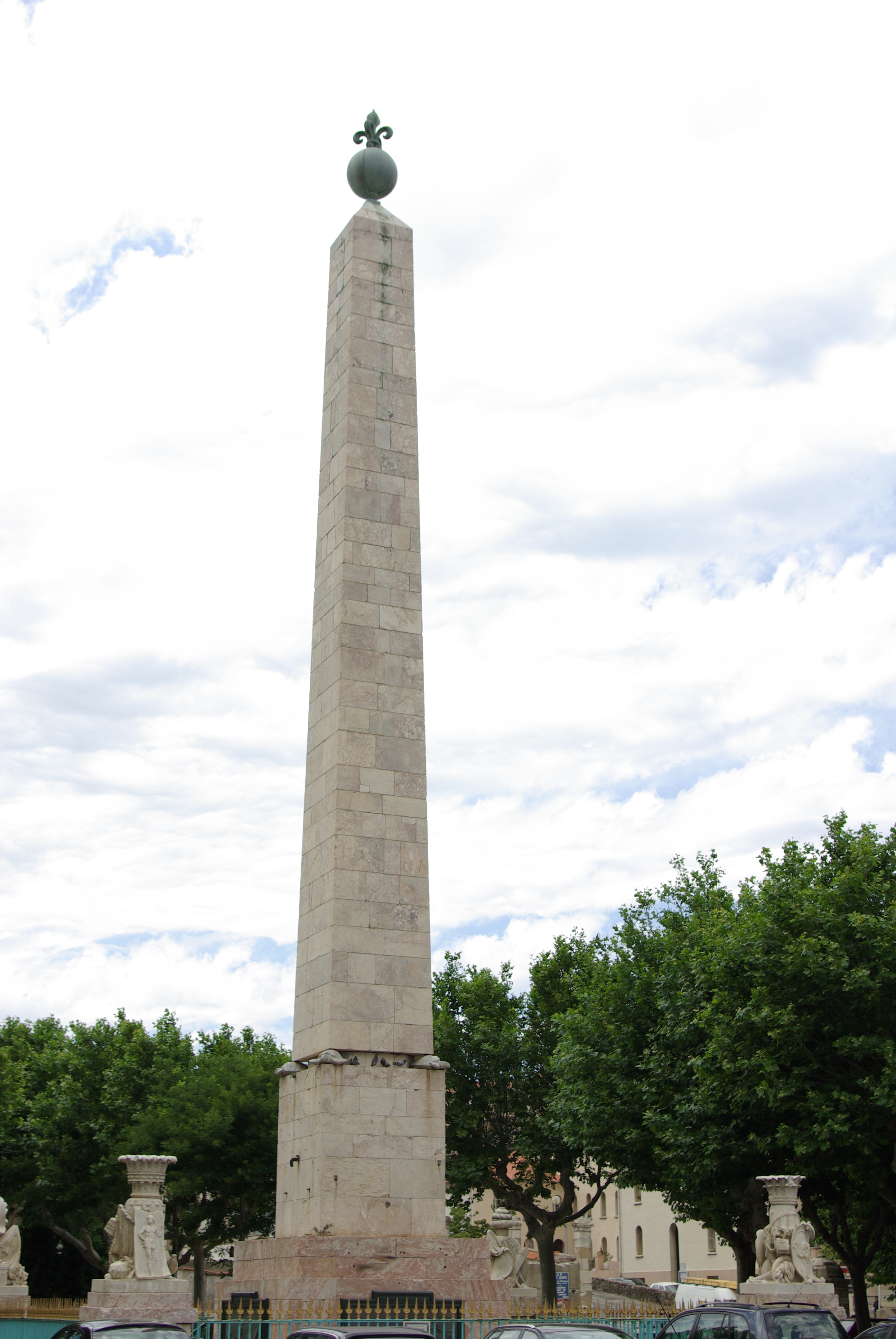
Obelisc de Portvendres, prop del port

Amb el regnat de Lluís XVI, es va dur a terme una expansió important del port sota la supervisió del Comte José Agustín De Mailly d'Haucourt, lloctinent general i comandant en cap del Rosselló. Va ser la força impulsora de la modernització de Portvendres com a port, i va seguir els plans concebuts inicialment per Sébastien Le Prestre de Vauban per a obrir i eixamplar les instal·lacions existents. Des del 1776 al 1778, la terra va ser excavada i es van construir molls. Una quarta fortalesa, la Mailly Redoute, també es va construir en aquest moment per protegir el port. També va decretar que qui es construís casa a Portvendres seria exempt d'impostos durant quinze anys. El 1775 el port va ser dragat i engrandit. Aleshores es va encarregar a Charles de Wailly, arquitecte i pintor del rei, de construir un obelisc de marbre de 30 m d'alçada, que ha esdevingut un punt de referència de Portvendres. La primera pedra va ser posada el 28 de setembre de 1780 per la dona de Mailly, Felicité de Narbonne Pelet, i en va ser testimoni gran part de la noblesa rossellonesa. L'obelisc està adornat per quatre baixos relleus de bronze que representen la llavors recent independència dels Estats Units d'Amèrica, a qui França havia prestat suport durant la Guerra de la Independència, l'abolició de la servitud a França, el lliure comerç i l'enfortida Marina Francesa.
En commemoració de la construcció de l'obelisc, la Fête de Mailly se celebra cada mes de setembre. El dia comença amb una desfilada de disfresses pels carrers, seguida d'una reconstrucció de la col·locació de la primera pedra, tallers de circ, jocs històrics, passejades en carruatge, concert Xim Xim (amb música de ball tradicional del centre de França), sardanes, la representació d'una lluita de pirates, "jeu du foulard" (joc del mocador), etc.

### Història Contemporània
Durant la Revolució francesa, la vila va ser rebatejada Port-la-Victoire.

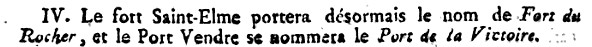
Extret del decret del 15 de prairial de l'any II on es reanomena el Fort de Sant Elm i Portvendres.

Un altre impuls a Portvendres vingué d'un altre militar: el general (mariscal des del 1852) V. B. de Castellane. Nomenat lloctinent general a Perpinyà el 1833, i fins al 1847, volia convertir Portvendres en port militar, i va obtenir crèdits importants del govern francès per al seu propòsit. Ordenà excavar i construir una nova dàrsena, que doblava la capacitat del port, i entre aquestes obres, la recent conquesta d'Algèria i la posterior arribada del ferrocarril, Portvendres, que era comuna independent des del 1832, experimentà un auge important, amb una gran creixença de la seva població.
Durant la Segona Guerra Mundial, la ciutat va ser part d'una de les zones costaneres fortament fortificada establerta per les forces d'ocupació de l'Alemanya nazi. Es van construir bateries d'artilleria a la costa, concretament al Cap de Biarra, alguns quilòmetres al sud de la ciutat, però els alemanys van abandonar la zona l'agost de 1944 pocs dies després del desembarcament dels aliats a la Costa Blava durant l'Operació Dragó. Abans d'anar-se'n van volar el moll de Portvendres,que s'hagué de reconstruir.

## Demografia

### Demografia antiga
La comuna de Portvendres té dades de població des de la seva independència de Cotlliure, el 1831. No existeixen, per tant, dades anteriors a aquesta data.

### Demografia contemporània
| Evolució de la població |      |       |       |       |       |       |       |       |
| 1831                    | 1836 | 1841  | 1846  | 1851  | 1856  | 1861  | 1866  | 1872  |
| 676                     | 800  | 1.157 | 1.206 | 2.005 | 1.671 | 1.832 | 2.364 | 2.188 |

| 1876  | 1881  | 1886  | 1891  | 1896  | 1901  | 1906  | 1911  | 1921  |
| ----- | ----- | ----- | ----- | ----- | ----- | ----- | ----- | ----- |
| 2.108 | 3.311 | 3.003 | 3.051 | 2.836 | 2.851 | 2.919 | 2.972 | 3.102 |

| 1926  | 1931  | 1936  | 1946  | 1954  | 1962  | 1968  | 1975  | 1982  |
| ----- | ----- | ----- | ----- | ----- | ----- | ----- | ----- | ----- |
| 3.069 | 3.010 | 3.515 | 3.383 | 4.180 | 4.504 | 5.705 | 5.613 | 5.246 |

| 1990  | 1999  | 2004  | 2008  | 2009  | 2013  |  |  |  |
| ----- | ----- | ----- | ----- | ----- | ----- |  |  |  |
| 5.370 | 5.881 | 4.579 | 4.346 | 4.279 | 4.214 |  |  |  |

Fonts: Ldh/EHESS/Cassini fins al 1999, després INSEE a partir deL 2004

### Evolució de la població

Població 1962-2008

## Administració i política

### Batlles
| Període              | Nom                | Opció política  | Comentaris      |
| -------------------- | ------------------ | --------------- | --------------- |
|                      |                    |                 |                 |
| 1930 - 1941          | Marius Demonte     | R-S             |                 |
|                      |                    |                 |                 |
| 1944 - 1945          | Marius Demonte     | NDBR / R-S      |                 |
|                      |                    |                 |                 |
| 1977 - 2001          | Jean-Jacques Villa | RPR             |                 |
| 2001 - 2004          | Jean Capallère     |                 |                 |
| 2004 - 2008          | Michel Strehaino   | PSF             |                 |
| 2008 - Moment actual | Jean-Pierre Romero | UMP, després LR | Senador suplent |

### Legislatura 2014 - 2020

#### Batlle
- Jean-Pierre Romero.

#### Adjunts al batlle[20]
- 1r: Georges Grau
- 2a: Jacqueline Daider
- 3r: Lionel Nadal
- 4a: Eliane Vidal
- 5è: Jean-Marie Leriche
- 6a: Roselyne Martos Carreras
- 7è: Jean-Pierre Ballester
- 8a: Josette Montavon.

#### Consellers municipals
- Consellers municipals delegats:
  - Grégory Marty
  - Nathalie Amitrano
  - Christine Segura
  - Joseph Quintane
  - Edwige Guennoc
  - Geneviève Desseilles
  - Sébastien Bainville.
- Consellers municipals:
  - José Beltra
  - Pelin Ergin-Carlsson
  - Robert Daider
  - Antoinette Ambrosino
  - Alain Chiajese
  - Corinne Amitrano
  - Lionel Perez
  - Henri Erre
  - Pierre Leberger
  - Herminia Bres
  - Paulette Gely.

### Adscripció cantonal

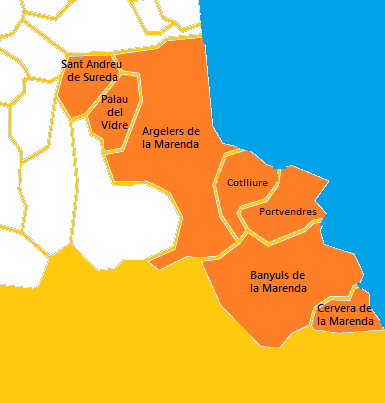
Mapa del Cantó de la Costa Vermella

A les eleccions cantonals del 2015 Palau del Vidre ha estat inclòs en el cantó denominat La Costa Vermella, amb capitalitat a la vila d'Argelers de la Marenda, amb les viles de Cotlliure i Portvendres i els pobles de Banyuls de la Marenda, Cervera, Palau del Vidre, Sant Andreu de Sureda. Hi han estat escollits com a consellers departamentals Marina Parra-Joly, del Partit Socialista, primera adjunt al batlle d'Argelers de la Marenda, i Michel Moly, del Partit Socialista, Primer vicepresident del Consell departamental.

### Serveis comunals mancomunats
Portvendres forma part de la Comunitat de comunes de les Alberes, Costa Vermella i d'Illiberis, amb capitalitat a Argelers, juntament amb Argelers, Bages de Rosselló, Banyuls de la Marenda, Cervera de la Marenda, Cotlliure, Elna, Montesquiu d'Albera, Ortafà, Palau del Vidre, Portvendres, la Roca d'Albera, Sant Andreu de Sureda, Sant Genís de Fontanes, Sureda i Vilallonga dels Monts.

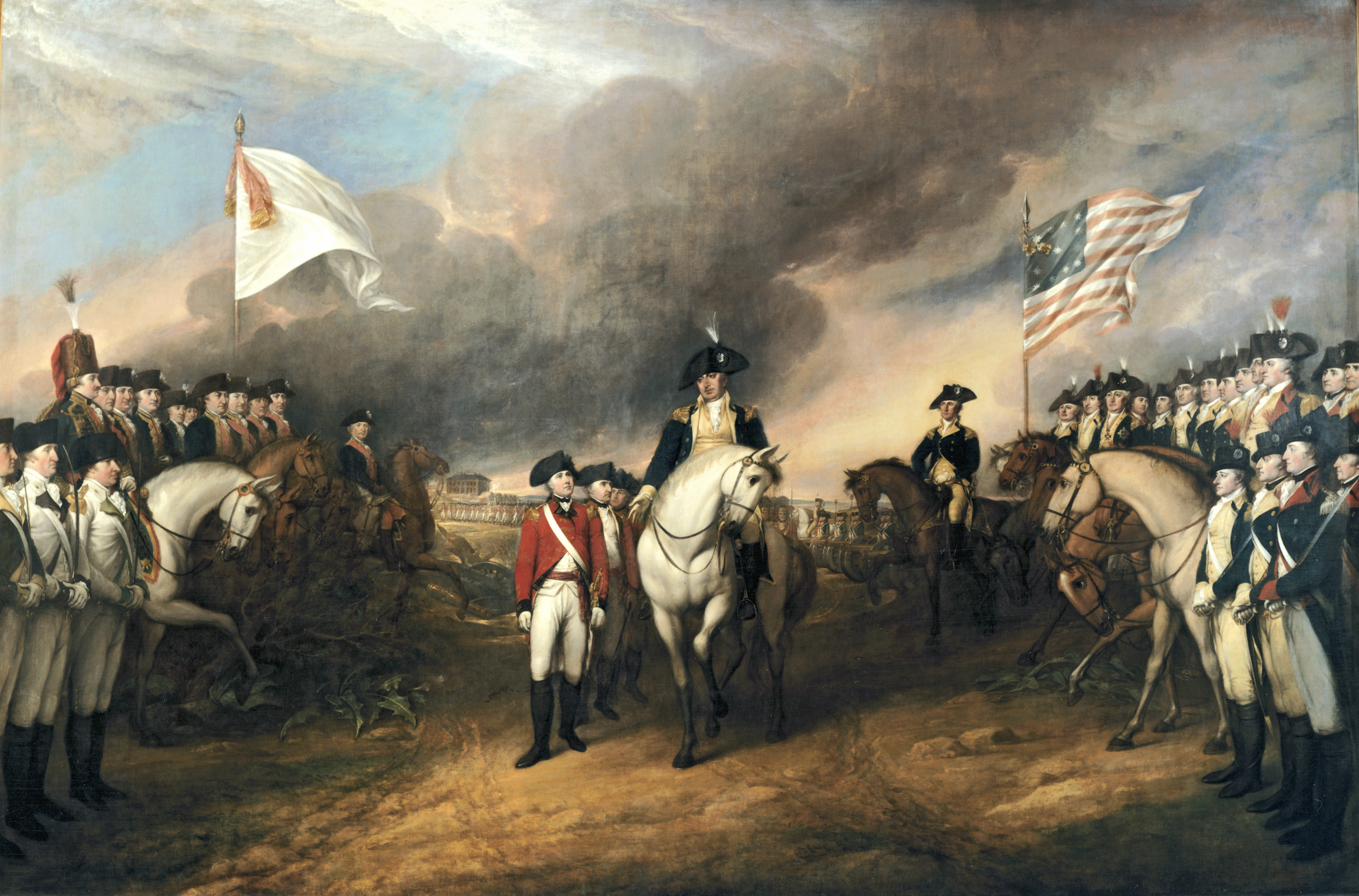
Rendició de Cornallis als francesos i als americans a Yorktown el 1781.

### Agermanaments
Des del 1990, Portvendres està agermanada amb Yorktown (Virgínia) (66 134 hab.)  
Aquest agermanat s'explica per lligams històrics. Portvendres fou el port d'embarcament dels regiments francesos enviats per Lluís XVI per a ajudar els rebels americans davant dels britànics durant el setge de Yorktown. Un dels baixos relleus de l'obelisc de Portvendres fa referència a la independència americana conquerida el 1781 a Yorktown gràcies a les tropes sortides de Portvendres.

## Ensenyament i cultura
Llevat de liceu, on cursar el batxillerat, Portvendres compta amb ensenyament de tots els altres nivells, des de la llar d'infants Les P'tits Mousses, passant per l'escola maternal i l'elemental, fins al Col·legi de la Costa Vermella, on es pot cursar la secundària. Els estudiants de Banyuls de la Marenda, Cervera de la Marenda, Cotlliure i Portvendres també hi assisteixen.
Portvendres compta amb una sala de teatre i cinema, el Ciné Théâtre Vauban, que actua de veritable pol cultural de la vila. A prop seu hi ha un Centre Cultural també molt actiu. Al segon pis del mateix centre es pot disposar d'una biblioteca gestionada per la Comunitat de comunes de la Costa Vermella i de l'Albera.